# Psilopogon lagrandieri
El barbudo ventrirrojo (Psilopogon lagrandieri) es una especie de ave piciforme de la familia Megalaimidae que vive en el sudeste asiático.

## Distribución y hábitat
Se encuentra en las selvas del este y sur de Indochina distribuido por Camboya, Laos y Vietnam.